# Mono (geluid)
Mono betekent één en is in de geluidstechniek de term om aan te duiden dat alle geluiden via een enkel kanaal worden gedistribueerd en weergegeven.
Het is vanouds de gebruikelijke wijze, en het woord mono kwam dan ook pas in gebruik toen weergave via twee kanalen - stereo - werd ingevoerd.
Wordt een mono-opname weergeven door een stereo-installatie, dan klinkt uit beide luidsprekers hetzelfde geluid. Hierdoor lijkt het alsof het geluid in het midden tussen de twee luidsprekers ontstaat.
Soms wordt op elektronische wijze - bijvoorbeeld door hoge tonen door de ene en lage tonen door de andere luidspreker weer te geven - getracht toch enige diepte in het geluid te krijgen.
Een stereo-opname kan ook worden weergegeven door een mono-installatie.
De twee kanalen worden dan samengevoegd en klinken uit de ene luidspreker.
Dit is ook een oplossing als een FM-stereozender slecht ontvangen wordt: door het radiotoestel om te schakelen naar mono, heeft men minder last van ruis.